# دومينيك باومغارتنر
دومينيك باومغارتنر (بالألمانية: Dominik Baumgartner)‏ (20 يوليو 1996 بالنمسا - ) هو لاعب كرة قدم نمساوي في مركز الدفاع. شارك مع منتخب النمسا تحت 17 سنة لكرة القدم ومنتخب النمسا تحت 19 سنة لكرة القدم. أما مع النوادي، فقد لعب مع نادي غروديغ وSV Horn ‏.

## وصلات خارجية
- دومينيك باومغارتنر على موقع قاعدة بيانات كرة القدم.إي يو (الإنجليزية)
- دومينيك باومغارتنر على موقع Soccerway.com (الإنجليزية)
- دومينيك باومغارتنر على موقع عالم كرة القدم.نت (الإنجليزية)